# Arisaema murrayi
Arisaema murrayi är en kallaväxtart som först beskrevs av John Graham, och fick sitt nu gällande namn av William Jackson Hooker. Arisaema murrayi ingår i släktet Arisaema och familjen kallaväxter.

## Underarter
Arten delas in i följande underarter:
- A. m. murrayi
- A. m. sonubeniae